# Oslikane crkve u području Tróodosa
Oslikane crkve u području Tróodosa je skupina od deset bizantskih crkava i manastira u području planine Troodos na Cipru koje su upisane na UNESCO-ov popis mjesta svjetske baštine u Aziji i Oceaniji 1985. godine kao „jedinstveni primjeri crkvava raskošno oslikanih bizantskim i post-bizanskim freskama na području koje je imalo najveću koncentraciju crkava u Bizantskom Carstvu”. Najprije je zaštićeno njih devet, a 2001. godine na popis je dodana i Crkva Spasiteljeva Preobraženja u Palaichori.
Većina ovih crkava su malene i izgrađene u ruralnom stilu lokalnih narodnih umjetnika, što je u velikom kontrastu s njihovom raskošno uređenom unutrašnjošću, dok su neke velike poput Crkve manastira sv. Ivana Lampadistisa. Njihove freske su svjedočanstvo bizantske umjetnosti za vladavine Komnena, te se ime bizantskog cara Aleksija Komnena spominje na freskama u Nikitariju, te ih je vjerojatno naslikao carski slikar iz Konstantinopola. Freske u Lagouderi navode cara Izaka Komnena, ali nastale su u vrijeme kada je car prodao Cipar franačkom vojvodi Guyu de Lusignanu, jer neke imaju odlike zapadnoeuropskog gotičkog slikarstva.

## Popis zaštićenih lokaliteta UNESCO-a
| Slika | Ime                                                      | Oslikana           | Lokacija       | Koordinate                                      | Bilješke |
| ----- | -------------------------------------------------------- | ------------------ | -------------- | ----------------------------------------------- | --- |
|       | Crkva sv. Nikole od Krova Ayios Nikolaos tis Steyis      | 11. – 16. stoljeća | Kakopetria     | 34°35′24″N 32°32′24″E / 34.5900°N 32.540°E      | U crkvi se nalaze slike iz 11. stoljeća (Preobraženje, Uskrsnuće Lazara, Ulazak u Jeruzalem), 12. stoljeća ( Četrdeset mučenika iz Sebaste, Posljednji sud, Sv. Nikola) i 14. stoljeća (Rođenje Krista, Sv. Teodor i Sv. Juraj), ali i 16. stoljeća (Imena donatora i pokrovitelja crkve iz 1520. god., te Rođenje Djevice Marija). Nijedna druga crkva u Troodosu nema freske iz ovako mnogo kronoloških razdoblja. |
|       | Crkva sv. Ivana Lampadistisa Ayios Ionannis Lampadistis  | 13. i 14. stoljeće | Kalopanagiotis | 34°35′35″N 32°29′40″E / 34.5931°N 32.4945°E     | Ova crkva je jedna od dvije Manastira sv. Ivana Lampadistisa, druga je Crkva sv. Heraklija. Obje imaju raskošne freske iz 13. i 14. stoljeća, a u Crkvi sv. Ivana postoje i post-bizantske freske u narteksu na kojima su prenesena iskustva i stil iz Konstantinopola nakon njegovog pada. |
|       | Gospina Crkva Panagia Forbiotissa                        | 1105. – 1106.      | Nikitari       | 35°02′24″N 32°35′24″E / 35.0400°N 32.5900°E     | Crkva je bila katolikon bivšeg manastira Forbion, izgrađena od 1105. – 06., prema natpisu iznad južnog ulaza. Crkva se sastoji od dvas dijela, jednog broda i narteksa iz 12. stoljeća koji ima dvije polukružne apside, te strmog krova prekrivenog pločicama. Crkva je potpuno prekrivena freskama, apsida, narteks i zapadni zid iz 1506. i luk apside iz 14. stoljeća sa snažnim utjecajem francuske gotike (slika desno). Bizantski utjecaj na njezinim najranijim freskama se tumači željom Aleksija Komnena da Cipar postane važnim vojnim uporištem u sjeveroistočnom Sredozemlju. Manastir je naposljetku napušten u 18. stoljeću.                                                            |
|       | Gospina Crkva od sokola Panagia tou Arakou               | 1192.              | Lagoudhera     | 34°34′28″N 33°00′13″E / 34.5745°N 33.0037°E     | Crkva potječe iz 12. stoljeća kada je bila katolikon istoimenog manastira, kada je monaški život cvao na Cipru. Crkva je jednobrodna s križnim krovom koji se nastavlja s njezine tri strane tvoreći portik odvojen ogradom od letvica. Kupola mu je prekrivena odvojenim krovićem po čemu se razlikuje od ostalih crkava na Troodosu. U ovoj crkvi slike su nastale u posljednjih šest mjeseci 1192. godine, o čemu svjedoči njezina posveta na freskama. Ove slike su klasičan primjer Komnenske umjetnosti, a vjeruje se kako ih je naslikao Teodor Apsevdis. |
|       | Gospina Crkva Panagia tou Moutoulla                      | 1280.              | Moutoullas     | 34°35′N 32°29′E / 34.59°N 32.49°E               | Prema natpisu na sjevernom zidu crkvu je dao oslikati Ivan Moutoullas i njegova žena Irena 1280. godine. Oboje su prikazani kako nose model crkve i vjerojatno je izvorno bila privatnom kapelom. Ona je klasična Troodos crkva: jednobrodna sa strmim visokim krovom. Narteks joj je dodan u 16. stoljeću. Freske su djelo bizantskog umjetnika koji se inspirirao zapadnoeuropskom umjetnošću, ali i elementima razvijenima na istoku, poput Kapadocije, Krete i udaljenim grčkim otocima. Ovakav stil se može pronaći u Apuliji i Kalabriji u južnoj Italiji. Vanjski sjeverni zid je koncem 15. stoljeća oslikan s prikazom Posljednjeg suda.                                                      |
|       | Crkva Arkanđela Mihovila                                 | 1474.              | Pedhoulas      | 34°34′49″N 32°29′39″E / 34.5803°N 32.4943°E     | Ukrase u crkvi je 1474. godine donirao svećenik Vasilios Chamados koji je prikazan na fresci sa svojom ženom i dvije kćerke kako prinosi model crkve Arkanđelu Mihovilu. Ona je tipičnog oblika Troodos crkve, malih dimenzija s narteksom kojeg su zbog malih dimenzija koristile žene. Crkva je raskošno ukrašena post-bizantskim freskama slikara Minasa iz Marathasa, naivnog slikara koji je slijedio "suvremeni bizantski stil". U njoj se nalazi i oslikani drveni templon na kojem su mogu vidjeti grbovi Ciparskog kraljevstva i Dinastije Paleologa, posljednjih vladara Bizantskog Carstva.                                                                                                 |
|       | Crkva Svetog Križa Timios Stavros                        | 12. stoljeće       | Pelendri       | 34°32′07″N 32°34′51″E / 34.5354°N 32.5807°E     | Crkva se nalazi u samom središtu planine Troodos. Ona je jednobrodna građevina s malom kupolom na visokom tamburu u samom središtu. Bogato je oslikana freskama od 12. – 19. stoljeća. |
|       | Gospina Crkva Panagia Podhithou                          | 1514.              | Galata         | 34°35′24″N 32°31′48″E / 34.5900°N 32.5300°E     | Crkva je jednobrodna građevina sa strmim krovom koji se na južnoj, zapadnoj i sjevernoj strani spušta do tla tvoreći trijem u obliku slova Π. Crkvu je oslikalo 14 stanovnika sela i njihovi natpisi daju bogat izvor o ciparskom dijalektu iz 16. stoljeća. |
|       | Crkva Svetog Križa pored svetog izvora Stavros Ayiasmati | 1494.              | Platanistasa   | 34°33′53″N 32°29′40″E / 34.5647°N 32.49450241°E | Crkva je izgrađena kao katolikon (glava crkva) istoimenog manastira koncem 15. stoljeća. Postoji priča o njezinom imenu "Agiasmati" koje možda potječe od istoimenog mjesta pored Konstantinopola iz kojega su došle izbjeglice koje su se naselile tu. Crkva je jednobrodna sa strmim krovom prekrivenim pločicama. Krov se nastavlja preko portika sa sve četiri strane. Raskošno je ukrašena post-bizantskim freskama i natpisi navode njezina pokrovitelja Petrosa Paratisa i njegovu ženu Pepani. Oboje su naslikani na južnom vanjskom zidu kako nose model crkve koji poklanjaju Isusu. Freske na gredama i zidovima sirijskog slikara Filiposa Goula pokazuju utjecaj talijanske rane enesanse |
|       | Crkva Spasiteljeva Preobraženja Metamorfosis tou Sotiros | 16. stoljeće       | Palaichori     | 34°35′35″N 33°03′15″E / 34.5931522°N 33.0542°E  | Ovo je crkva ima jedinstven visok drveni krov prekriven plošnatim kukastim pločicama, koji nije ponovljen ni na jednoj crkvi. Također je bogato oslikana freskama s početka 16. stoljeća. Početkom 17. stoljeća dobila je okružni obrambeni zid. |

## Vanjske poveznice
- Oslikane crkve u području Tróodosa na stranicama Ciparkog ministarstva za spomenike (grč.) (engl.) Posjećeno 3. ožujka 2011.